# Andreas Unge
Andreas Unge, född 6 oktober 1662 i Sunnersbergs socken, död 17 februari 1736 i Skara, var en svensk präst och riksdagsman.

## Biografi
Andreas Unge var son till kyrkoherden i Sunnersbergs socken, Ambernus Unge och Helena Gyltbackia samt bror till Jonas Unge. 1683 inskrevs han vid Lunds universitet och blev efter fjorton års studier fil. kand. Sedan han hållit en oration över Karl XII:s kröning, blev han lektor i vältalighet och poesi. Han prästvigdes 1706, för att 1710 äntligen disputera en andra gång, nu vid Uppsala universitet, varpå han blev lektor i teologi. 1715 blev han kontraktsprost i Fågelås, 1724 i Götene, och 1726 domprost i Skara.
Unge var riksdagsman 1713.